# 僕たちはまだ世界を知らない
『僕たちはまだ世界を知らない』（ぼくたちはまだせかいをしらない）は、燦鳥ノムの配信限定シングル。2020年5月11日に配信が開始された。

## 解説
燦鳥ノムとしては3作品目となる配信限定シングルである。サントリー『クラフトボス レモンティー』のプロモーション企画のオリジナル楽曲であり、作詞・作曲をGLAYのTAKUROが手掛けている。TAKUROがバーチャルYouTuberに楽曲提供するのは、この楽曲が初めてである。
TAKUROは作詞・作曲だけでなく、GLAYのHISASHI、Toshi Nagai、川村ケン、亀田誠治と共にレコーディングにも参加している。

## 収録曲
1. 僕たちはまだ世界を知らない
作詞・作曲:TAKURO、編曲:TAKURO・川村ケン